# 내륙타이판
내륙타이판(inland taipan)은 타이판속에 딸린 뱀의 한 종으로, 매우 무시무시한 독을 가진 독사이다. 학명은 오지우라누스 미크롤레피도투스(Oxyuranus microlepidotus). 호주 대륙의 중동부 스텝 기후 지역에 사는 호주 고유종이다.